# Peep
Peep (с англ. — «писк») — дебютный студийный альбом финской рок-группы The Rasmus, вышедший 23 сентября 1996 года.

## Об альбоме
После встречи с их первым менеджером и продюсером Тея Котилайнен The Rasmus подписали контракт с лейблом Warner Music Finland в феврале 1996 года. В декабре 1995 года The Rasmus выпустили свой первый EP под названием 1st на Teja G. Records, который содержал песни «Frog», «Myself», «Funky Jam» и «Rakkauslaulu». Впервые Peep был выпущен в Финляндии, где получил «золотой» статус, позже в поддержку альбома группа выступила во многих городах страны, а также в Эстонии и России.

## Список композиций
Авторами всех песен, кроме «Ghostbusters», являются The Rasmus.
1. «Ghostbusters» (кавер Рея Паркера мл.) — 3:35
2. «Postman» — 2:38
3. «Fool» — 3:43
4. «Shame» — 3:30
5. «P.S.» — 3:04
6. «Julen Är Här Igen» (в переводе со шведского языка «Рождество Снова Здесь») — 3:30
7. «Peep» — 0:49
8. «Frog» — 2:31
9. «Funky Jam» — 2:13
10. «Outflow» — 2:51
11. «Myself» — 3:50
12. «Life 705» — 5:43
13. «Small» — 6:26
  - Untitled — (спустя 3 мин. человек говорит что-то на финском и ребёнок произносит «hello»)  (скрытый трек)

| №   | Название       | Длительность |
| --- | -------------- | ------------ |
| 14. | «Rakkauslaulu» | 3:35         |

## Комментарии
1. ↑  Тогда группа называлась просто «Rasmus» до 2000 года.